# Новотушино
Новотушино — бывший подмосковный посёлок, вошёл в состав Москвы в 1984 году. В настоящее время — территория московского района Митино.
Деревня Новотушино на Пятницком шоссе возникла только в советское время, и существовала лишь несколько десятилетий.
Населённый пункт возник в связи со строительством канала имени Москвы и Центрального аэродрома, когда часть крестьян из Тушина была переселена на Пятницкую дорогу, и к 1939 году тут сложилась деревня Новотушино, население которой трудилось в Тушинском колхозе (затем объединенный в колхоз «Завет Ильича») и на соседней трикотажной фабрике, на предприятиях Москвы и города Тушино. В 1960-х годах Новотушино получило статус поселка, здесь проживало 174 семьи — население составляло 761 человек. С развитием строительства Москвы жители покидали посёлок, население убывало: 638 человек в 1970 году; 454 человек в 1984 году, когда поселок вошел в состав Москвы и впоследствии на его месте был построен район Митино.
Центральная улица посёлка — Новотушинская — до 1985 года называлась ул. Ветеринарная Лечебница — по соответствующему медицинскому учреждению. Также существовали Леволинейная, Праволинейная и Новолинейная.
Полностью снесён в связи со строительством жилого района Митино, последний дом снесен в 2013 — это было здание ветлечебницы (г. Москва, Новотушинский проезд, д.3).